# Orquesta Bética Filarmónica de Sevilla
La Orquesta Bética de Cámara (OBC) es la orquesta histórica de Sevilla, referente de la música clásica de la ciudad en la segunda mitad del siglo XX. 
Su fundación se remonta a 1924, y es obra directa de Manuel de Falla. 
En la actualidad, y desde el año 2011, su dirección artística recae en el maestro Michael Thomas.

## Historia

### Orquesta Bética de Sevilla
La Orquesta tiene su origen en el Retablo de Maese Pedro, de Manuel de Falla. Falla quería una orquesta de cámara, y con la colaboración de Eduardo Torres, maestro de capilla de la Catedral de Sevilla, y el violonchelista Segismundo Romero, reunió un grupo de músicos en Sevilla para el estreno, en versión de concierto, de dicha obra en 1923. 
Ante el éxito de la obra y del grupo, se deciden a mantener la continuidad de la formación, fundándose la Orquesta Bética de Cámara. En 1924 se estrenó bajo la dirección de Ernesto Halffter, que seguiría a su frente hasta 1936. Tras la Guerra Civil estuvo dirigida por Manuel Navarro y, ocasionalmente, por el pianista José Cubiles. 
Poco a poco, hasta 1961, la Orquesta fue debilitándose por la falta de apoyos económicos. En ese año se nombró director a Luis Izquierdo.

### Orquesta Filarmónica de Sevilla
En 1964, el Ayuntamiento de Sevilla creó el Patronato Municipal de Música "Joaquín Turina", integrándose en él la orquesta con la nueva denominación de Orquesta Filarmónica de Sevilla. 

### Orquesta Bética Filarmónica de Sevilla
En abril de 1976 pasa a denominarse Orquesta Bética Filarmónica de Sevilla, recuperando la denominación que le dio Falla. Al ser un patronato municipal, varios alcaldes han ostentado la Presidencia de la Orquesta. Finalmente el patronato acabó desapareciendo.

## Actividad
Durante muchos años, la OFS ha sido el referente de la música en Sevilla, a través de su temporada de conciertos en el Teatro Lope de Vega, y con giras por la provincia, por toda Andalucía y España. Ha sido la única institución musical seria y estable durante muchos años. La crítica especializada siempre alabó la calidad artística de la Orquesta, pero también reseñaba su precaria situación, comparando el exiguo presupuesto con los de otras orquestas españolas. 
Aunque el Patronato desapareció, la OBF siguió contando con una pequeña subvención del Ayuntamiento. También la Junta de Andalucía, desde su inicio, ha aportado una cantidad para el mantenimiento de la Orquesta. Sin embargo, estas aportaciones han sido siempre reducidas, no se han ido actualizando, y al final han llegado a desaparecer. 
También se han tenido siempre problemas para mantener un lugar digno donde realizar los ensayos (en el sótano del Conservatorio, en salas de la Universidad, en la antigua iglesia de Santa Lucía, ...). El pluriempleo era necesario, y no se podía establecer un esquema regular de ensayos, debido a las diversas ocupaciones de los músicos. 
Se tuvo una gran esperanza en los años anteriores a la Expo 92, en que el aumento de la actividad cultural que prometía la Exposición pudiera levantar la situación de la Orquesta. La esperanza fue frustrada, pues en vez de mejorar la situación se redujo lo poco que se tenía. La Junta de Andalucía quiso emplear el nombre de "Orquesta Bética" para la recién creada Orquesta Sinfónica de Sevilla, pero la OBF se negó a cederlo si no era integrada en la nueva orquesta. 

## Directores artísticos
- Ernesto Halffter (1923-1936)
- Manuel Navarro (1936-1938)
- José Cubiles (1938-1940)
- Enrique Jordà y Pedro Braña (1940-1961)
- Luis Izquierdo González (1961-1991)
- Miguel Sánchez Ruzafa (1991-2004)
- Francisco Javier Gutiérrez Juan (2004-2006)
- José Salazar Rodrígez (2006-2011)
- Michael Thomas (desde 2011)